# アンドレイ・アブドゥバリエフ
アンドレイ・ハキモヴィチ・アブドゥバリエフ（アブドゥヴァリエフ； ロシア語: Андрей Хакимович Абдувалиев , ラテン文字転写の例:Andrey Abduvaliyev, 1966年6月30日 - ）は、タジキスタン・ウズベキスタンの元陸上競技選手である。1992年バルセロナオリンピックハンマー投の金メダリストである。
出身は旧ソビエト連邦のロシア共和国のレニングラード（現サンクトペテルブルク）である。1992年バルセロナオリンピックで金メダルを獲得したときはEUNチーム（タジキスタン）であった（のちに1997年に国籍をタジキスタンからウズベキスタンへと変更している）。

## 主な実績
| 年   | 大会                     | 場所                               | 種目       | 結果 | 記録   |
| ---- | ------------------------ | ---------------------------------- | ---------- | ---- | ------ |
| 1992 | オリンピック             | バルセロナ（スペイン）             | ハンマー投 | 金   | 82.54m |
| 1993 | 世界陸上選手権           | シュトゥットガルト（ドイツ）       | ハンマー投 | 金   | 81.64m |
| 1994 | IAAFグランプリファイナル | パリ（フランス）                   | ハンマー投 | 金   | 81.46m |
| 1994 | IAAF陸上ワールドカップ   | ロンドン（イギリス）               | ハンマー投 | 金   | 81.72m |
| 1995 | 世界陸上選手権           | イェーテボリ（スウェーデン）       | ハンマー投 | 金   | 81.56m |
| 1998 | IAAFグランプリファイナル | モスクワ（ロシア）                 | ハンマー投 | 銅   | 78.30m |
| 1998 | IAAF陸上ワールドカップ   | ヨハネスブルグ（南アフリカ共和国） | ハンマー投 | 銅   | 79.40m |

## 自己ベスト
- ハンマー投- 83.46m (1990年5月26日)